# Municipio de Benton (condado de Berrien)
El municipio de Benton (en inglés: Benton Township) es un municipio ubicado en el condado de Berrien en el estado estadounidense de Míchigan. En el año 2010 tenía una población de 14 749 habitantes y una densidad poblacional de 173,53 personas por km².

## Geografía
El municipio de Benton se encuentra ubicado en las coordenadas 42°6′53″N 86°23′47″O / 42.11472, -86.39639. Según la Oficina del Censo de los Estados Unidos, el municipio tiene una superficie total de 84.99 km², de la cual 83,84 km² corresponden a tierra firme y (1,36 %) 1,16 km² es agua.

## Demografía
Según el censo de 2010, había 14 749 personas residiendo en el municipio de Benton. La densidad de población era de 173,53 hab./km². De los 14 749 habitantes, el municipio de Benton estaba compuesto por el 41,96 % blancos, el 51,7 % eran afroamericanos, el 0,52 % eran amerindios, el 0,39 % eran asiáticos, el 2,91 % eran de otras razas y el 2,52 % eran de una mezcla de razas. Del total de la población el 5,98 % eran hispanos o latinos de cualquier raza.